# وكالة الغوري
وكالة قانصوه الغوري هي وكالة أو فندق أقيم في عهد قانصوه الغوري سنة (909 هـ- 1504 م. عنوانها الحالي «2 شارع محمد عبده المتفرع من شارع الأزهر».
تتكون الوكالة من فناء مكشوف مستطيل التخطيط، تحيط به من جميع جوانبه قاعات على خمسة طوابق. واجهتها الرئيسية تقع في الجهة الجنوبية وبها المدخل الرئيسي للوكالة. يتم الوصول إلى الطابق الأول عن طريق سلم حجري. يوجد في الطابق الأول حوالي 30 حاملا، وفي الطوابق الثلاثة العلوية يوجد 29 منزلا. يعتقد أن حوامل الطابقين الأرضي والأول كانت تستخدم مخازن للتجار، كما يعتقد أن أغلب قاصدي هذه الوكالة كانوا أيضا من التجار.
وهذه الوكالة جزء من المجموعة الأثرية التي بناها السلطان الغوري والمكونة من مدرسة الغوري والخانقاه والسبيل والكتاب والمنزل وتنتهي المجموعة بوكالة الغوري الأثرية وهي مسجلة في عداد الآثار الإسلامية والقبطية تحت رقم 64 وهي تعد من النماذج القليلة المكتملة بالنسبة للوكالات الآثرية وهي تتكون من صحن أوسط مكشوف تفتح عليه جميع الوحدات المكونة للوكالة ويفتح عليها باب مباشر (باعتبارها منشأة تجارية) يفتح علي دركاة يعلوها قبو متقاطع يفضي الي الصحن سابق الذكر ويفتح علي هذا الصحن ثلاث طوابق الأرضي حواصل للبيع والأول حواصل للتخزين والثاني والثالث يشكل الجزء السكني وهو عبارة عن مجموعة من الفيلات مكونة من طابقين بينهما طابق مسروق الجزء السفلي من الفيلات خدمي والجزء العلوي للسكن

## معرض صور

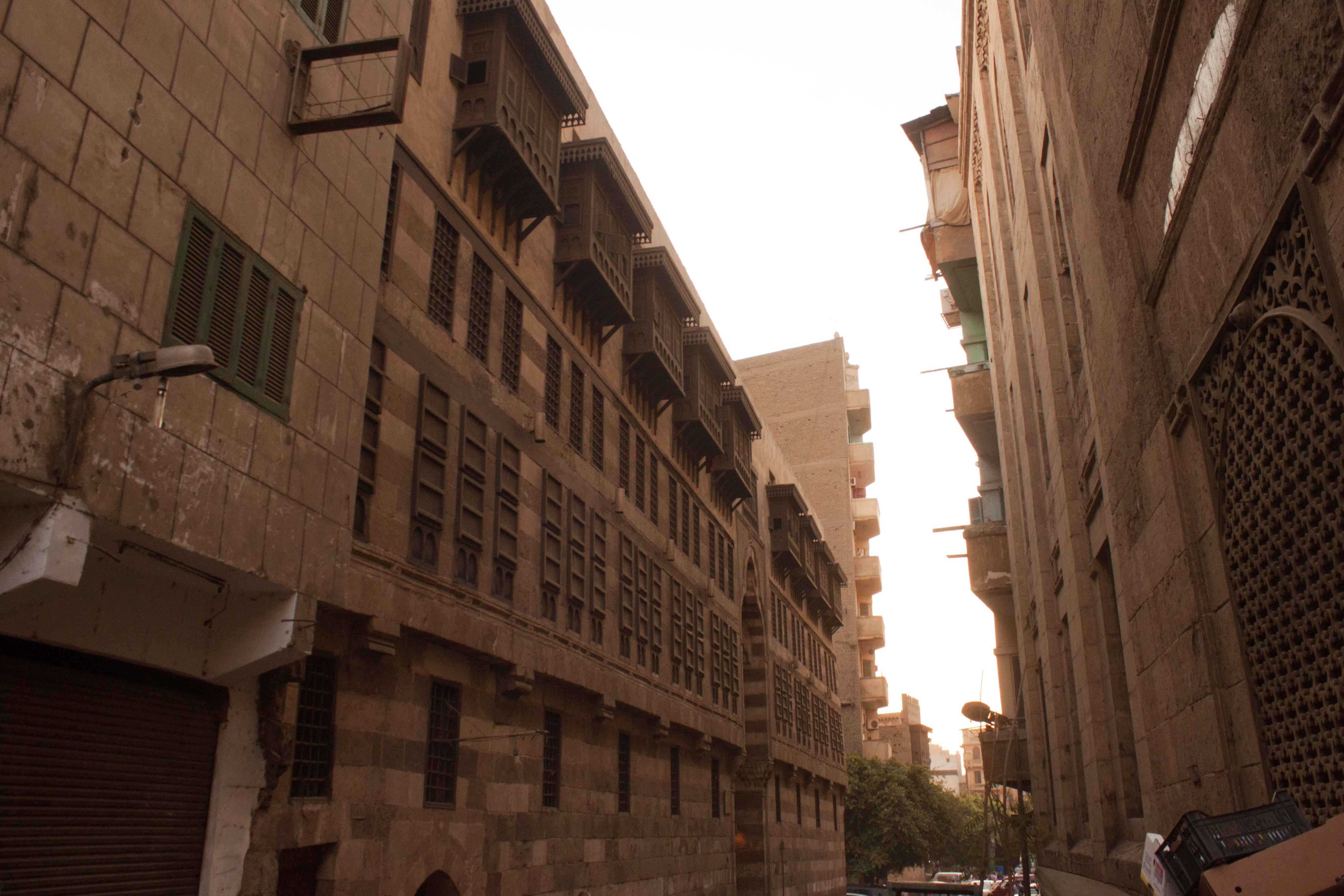
وكالة الغوري
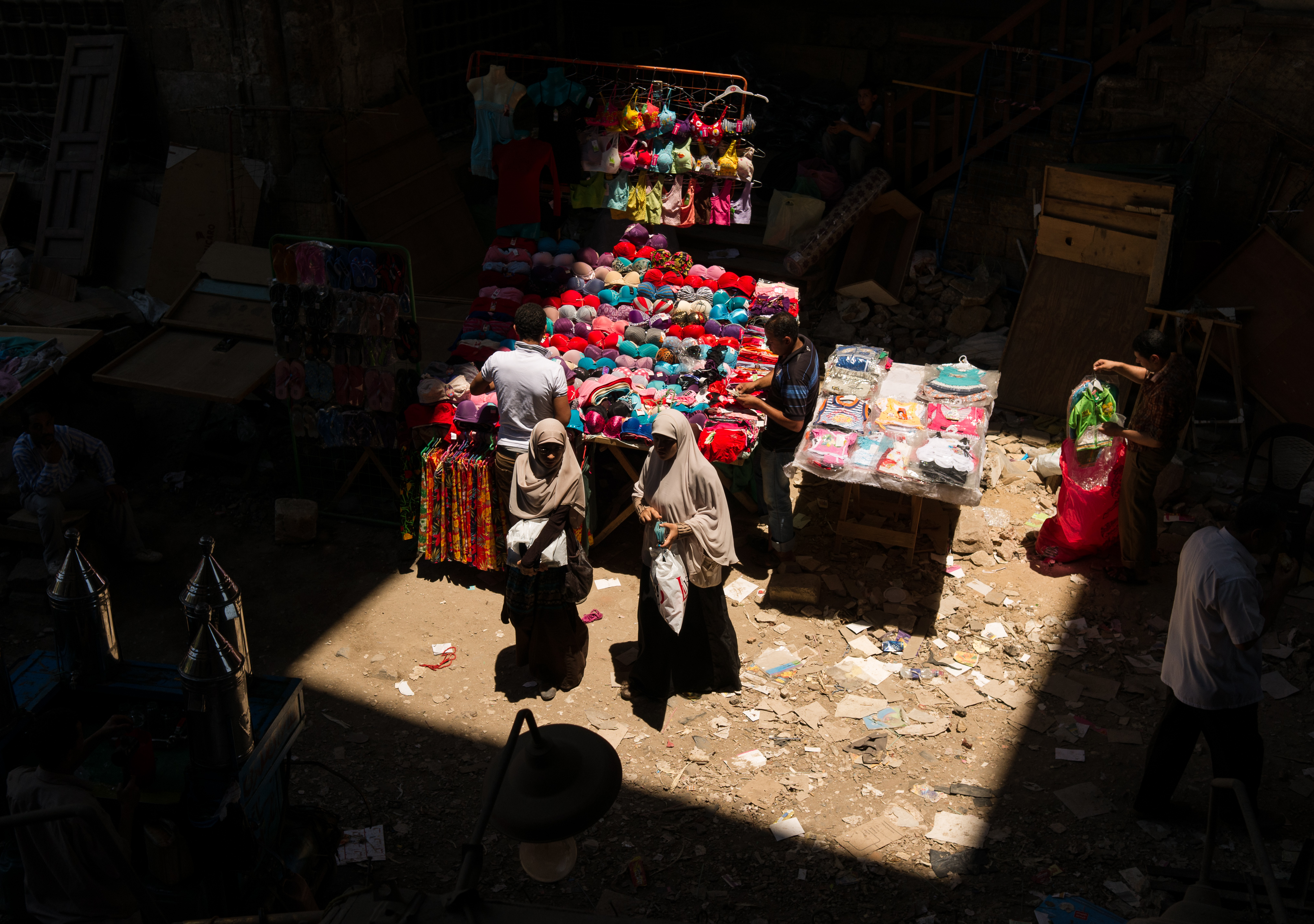
سوق قريب من وكالة الغوري
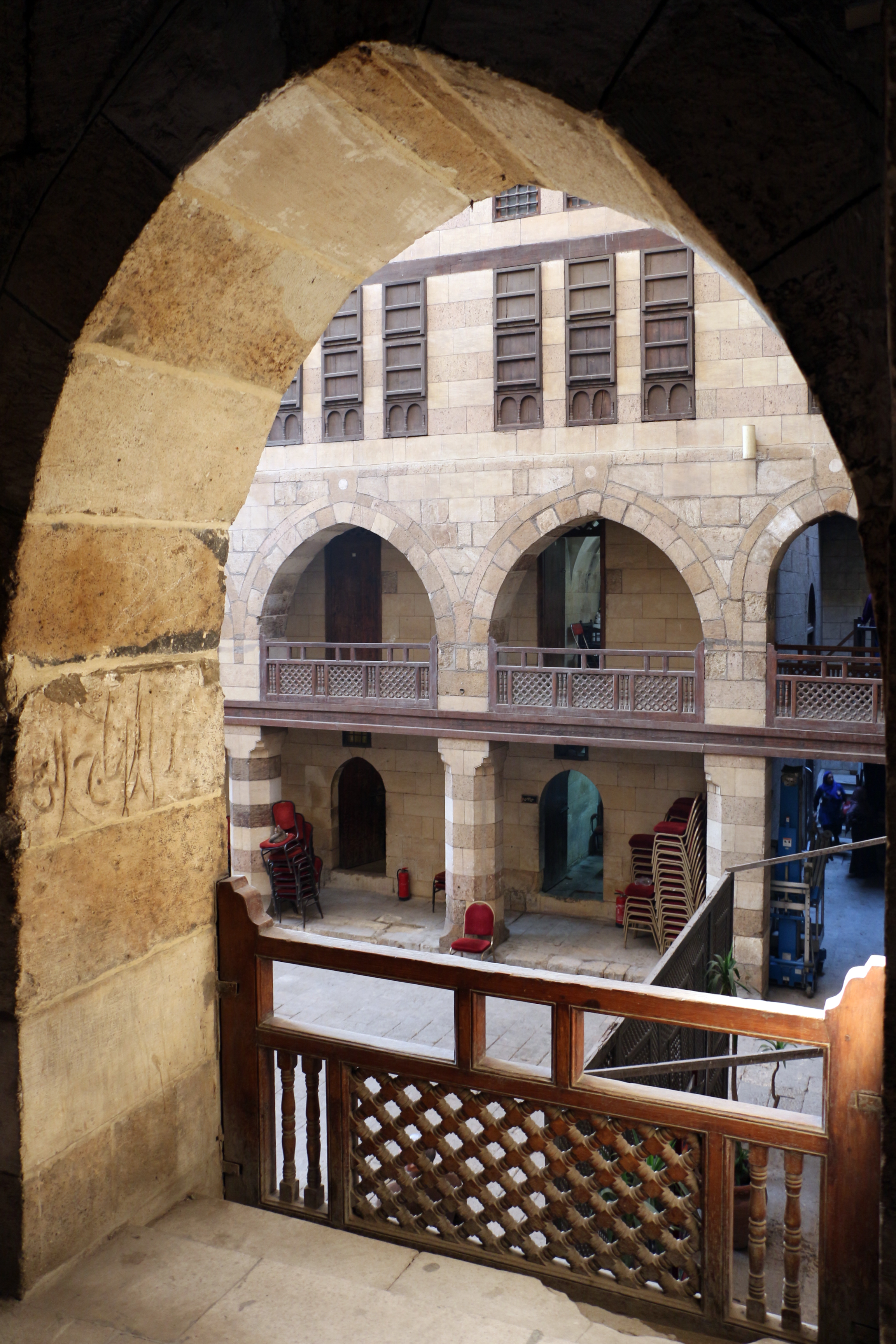
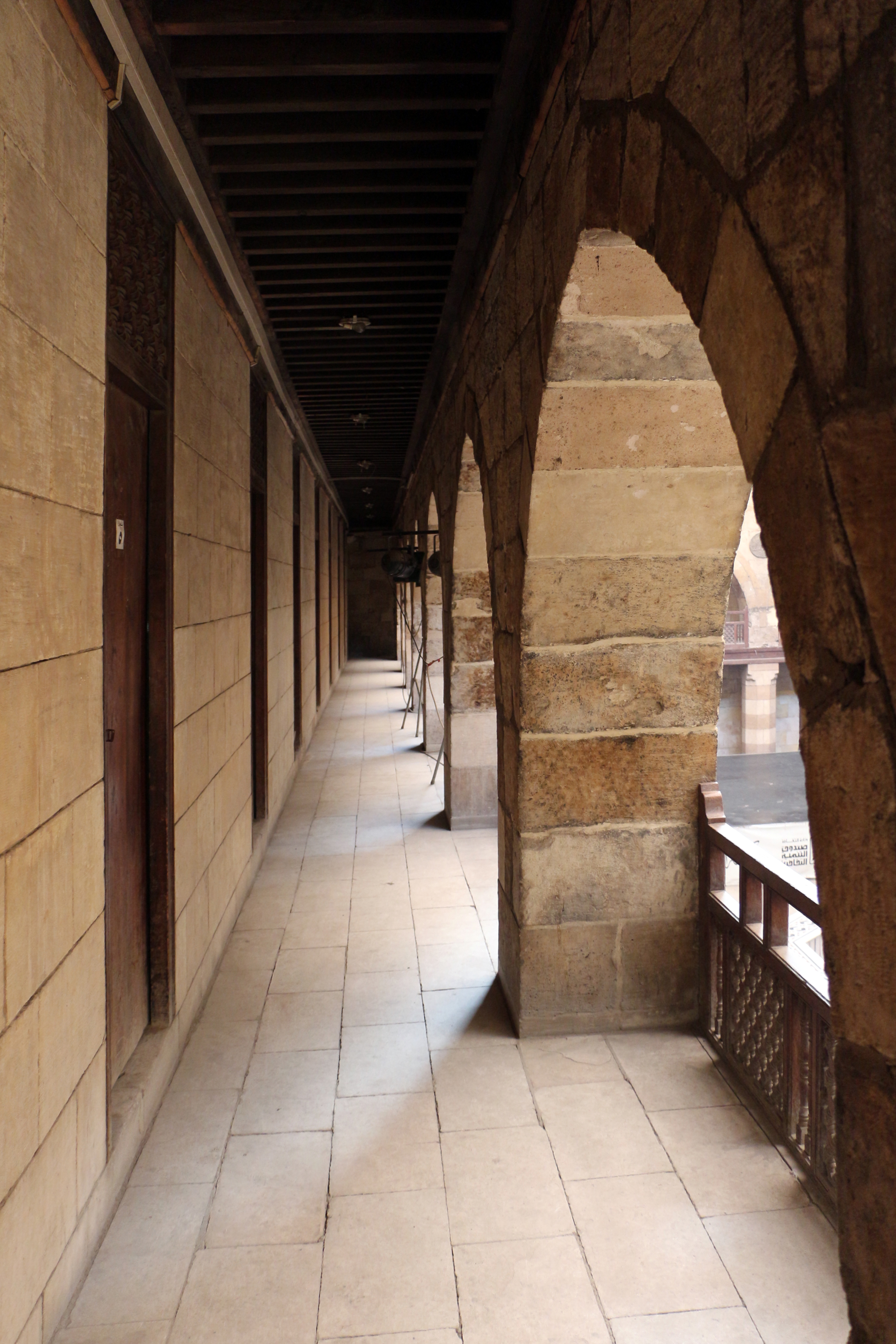
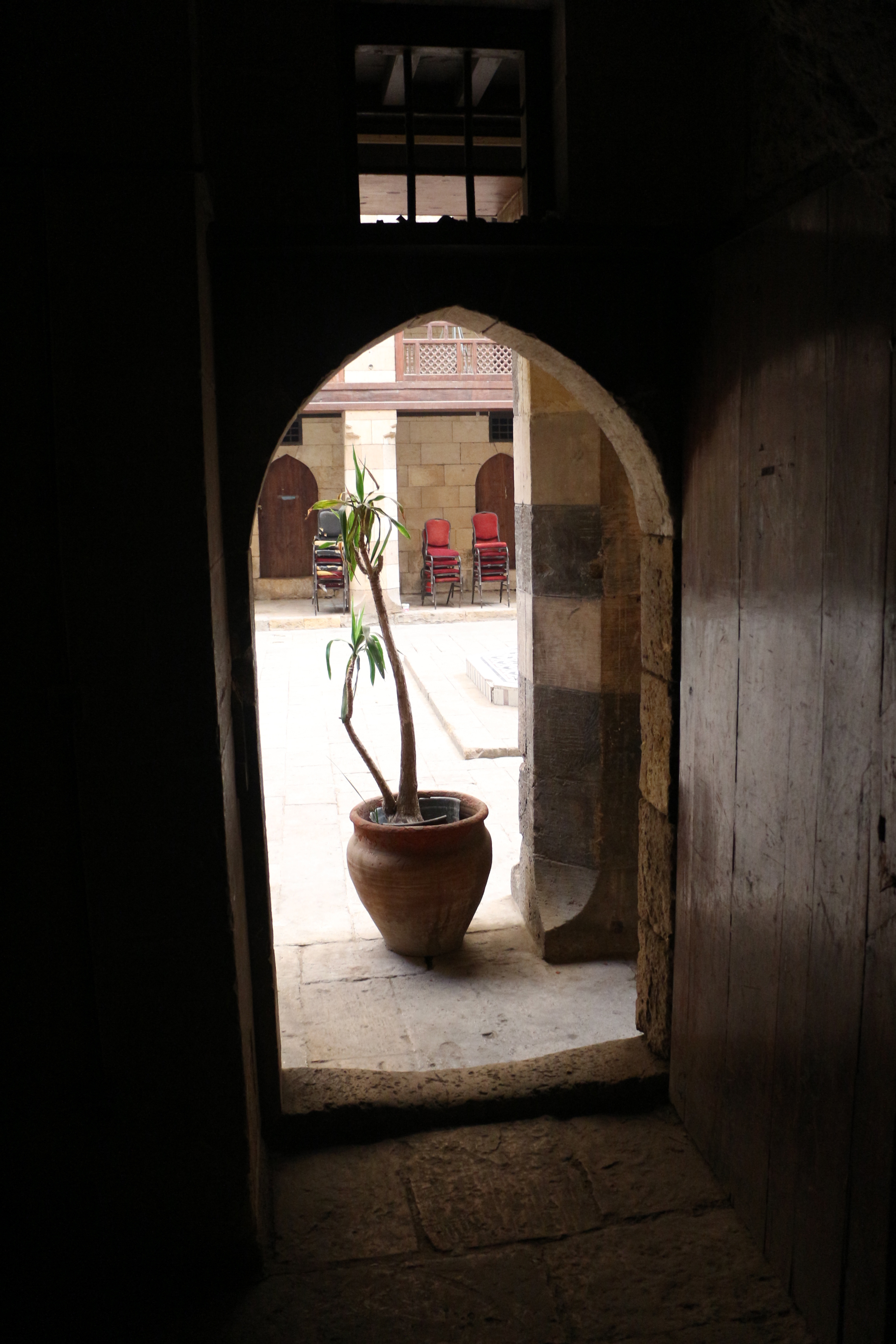
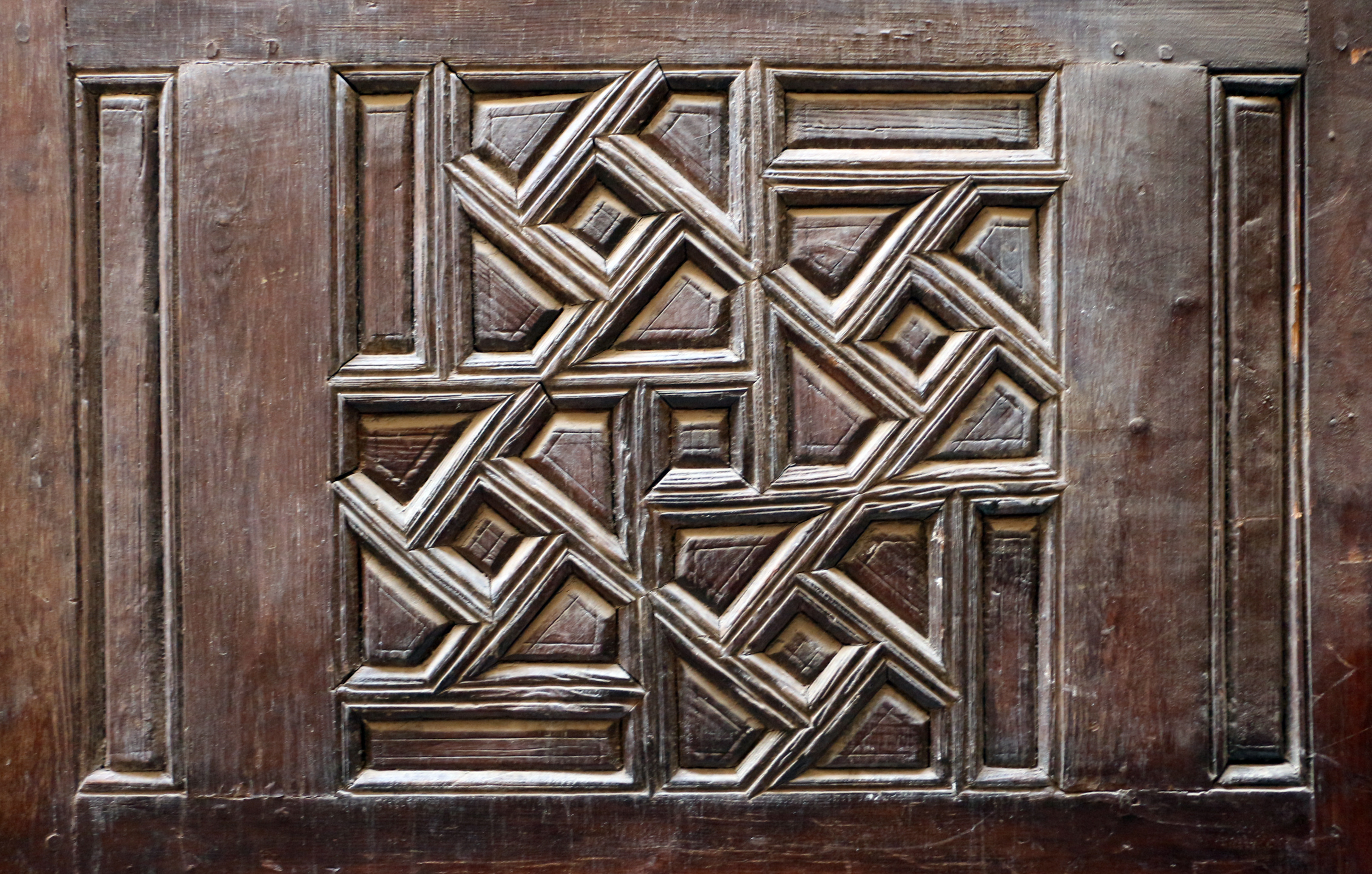
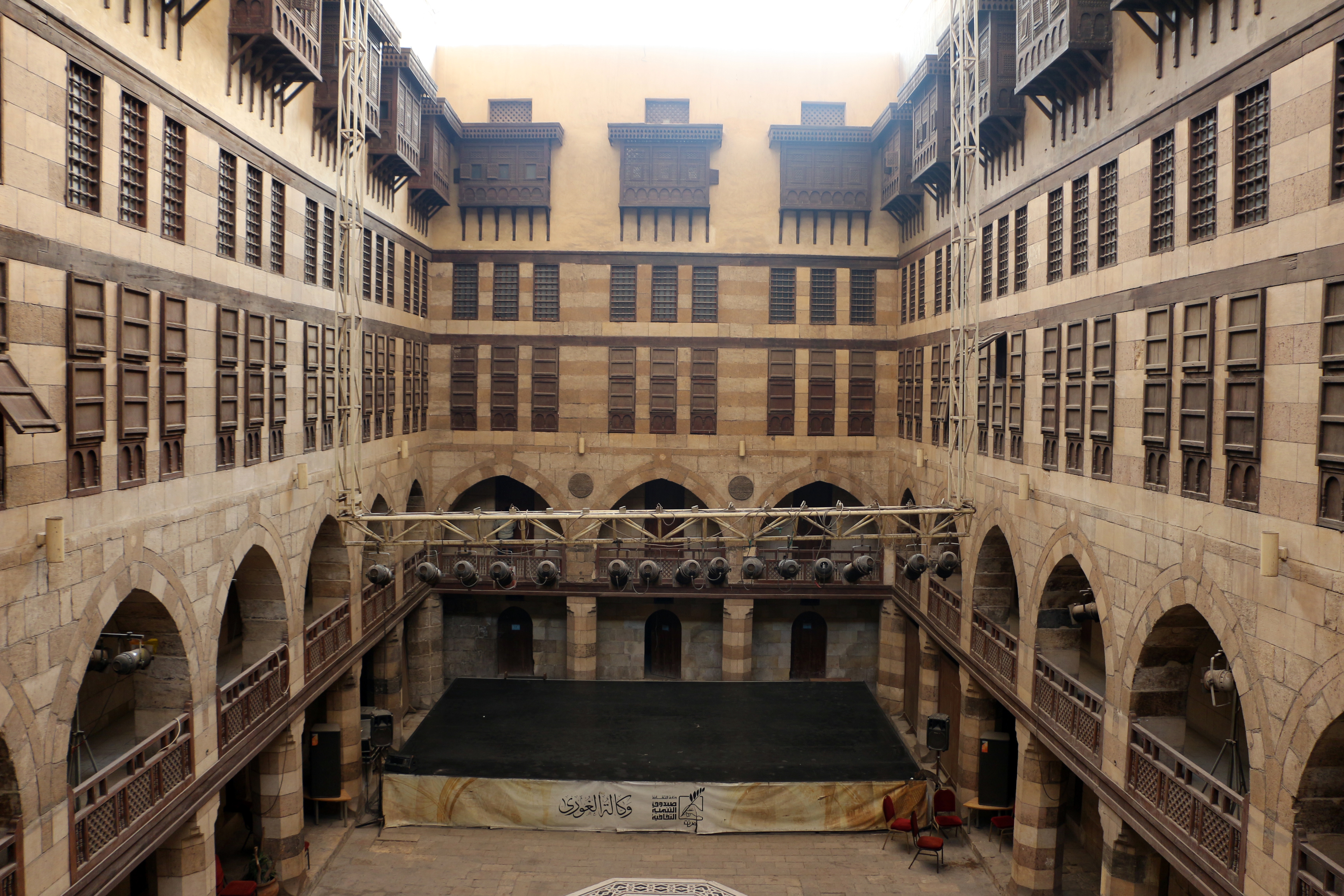
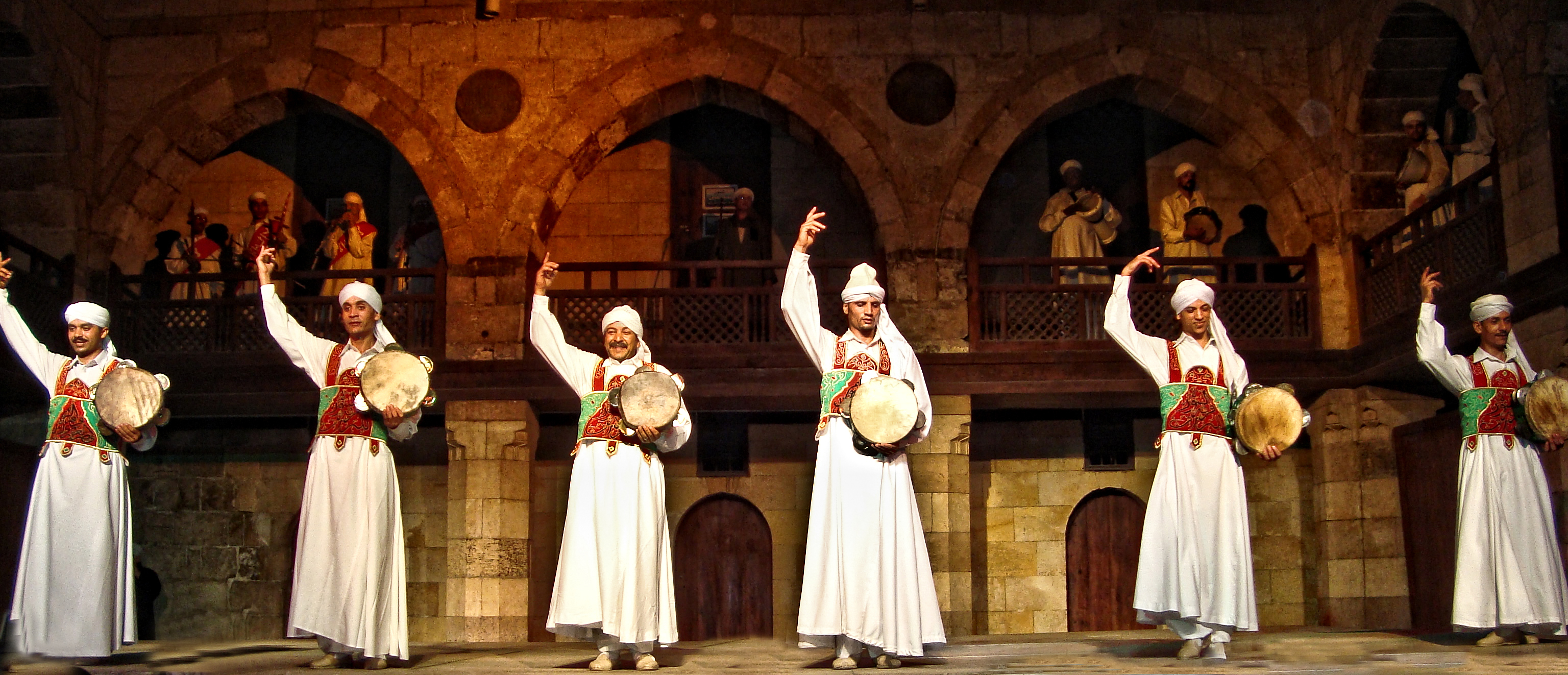
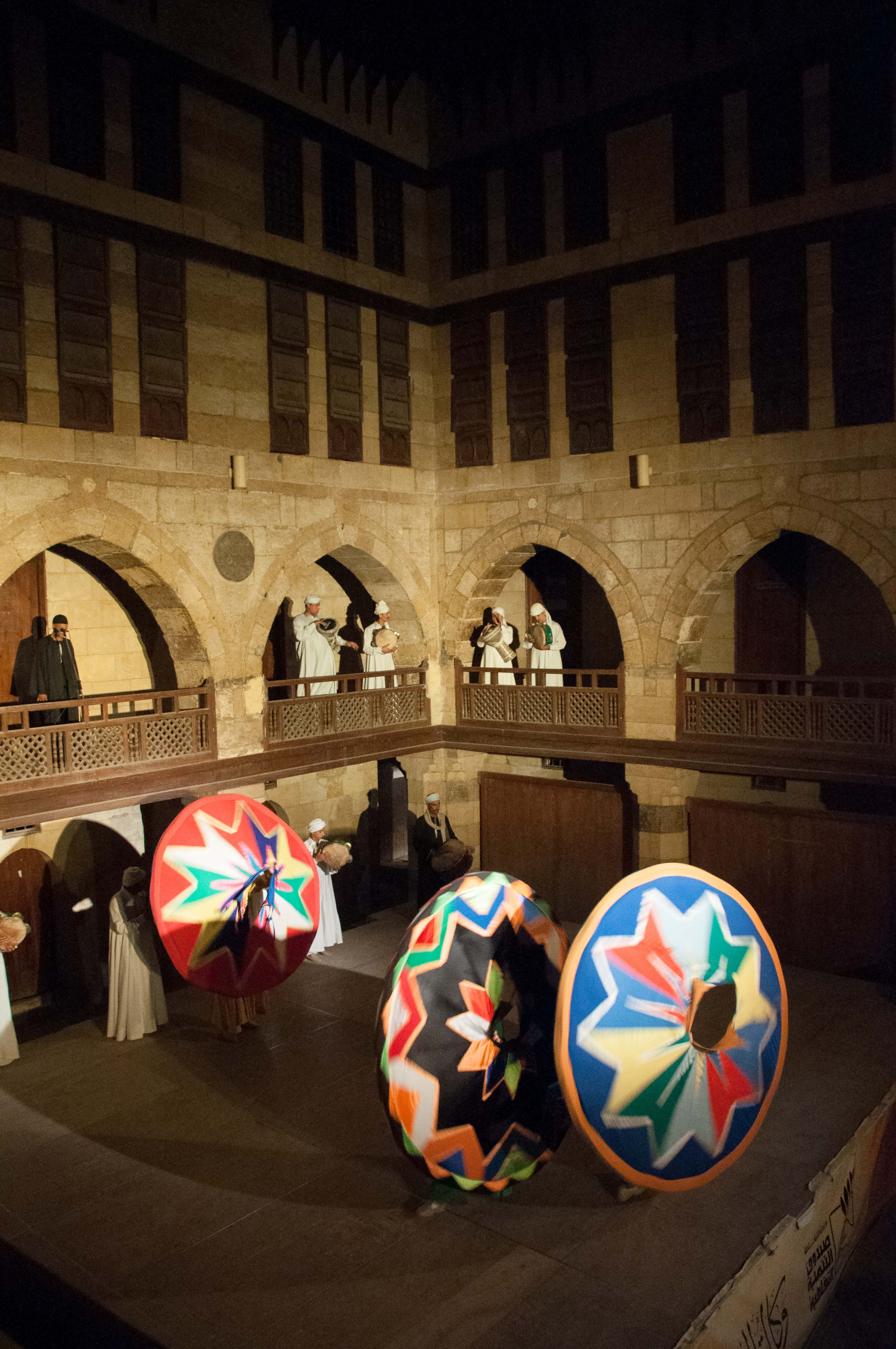
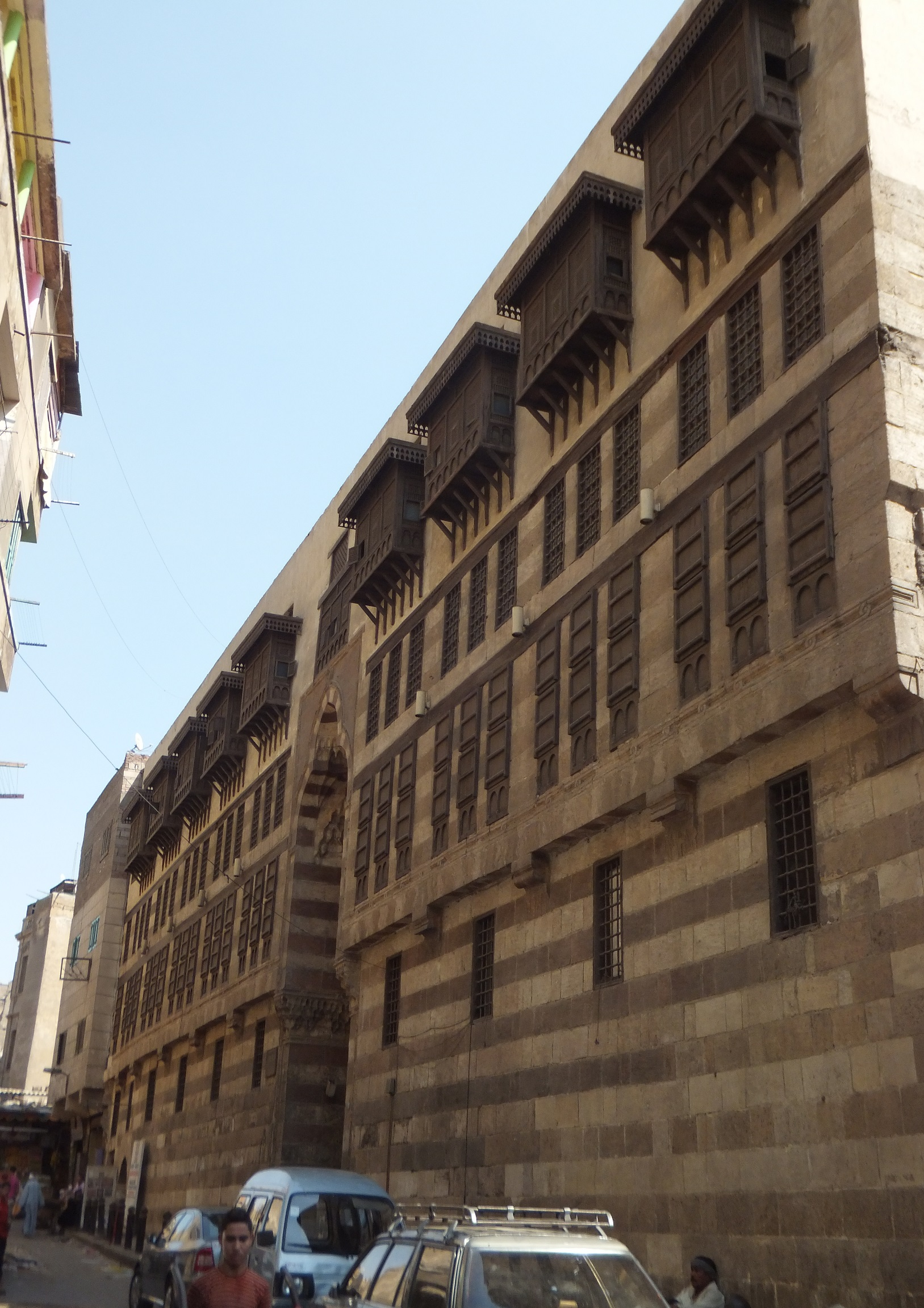
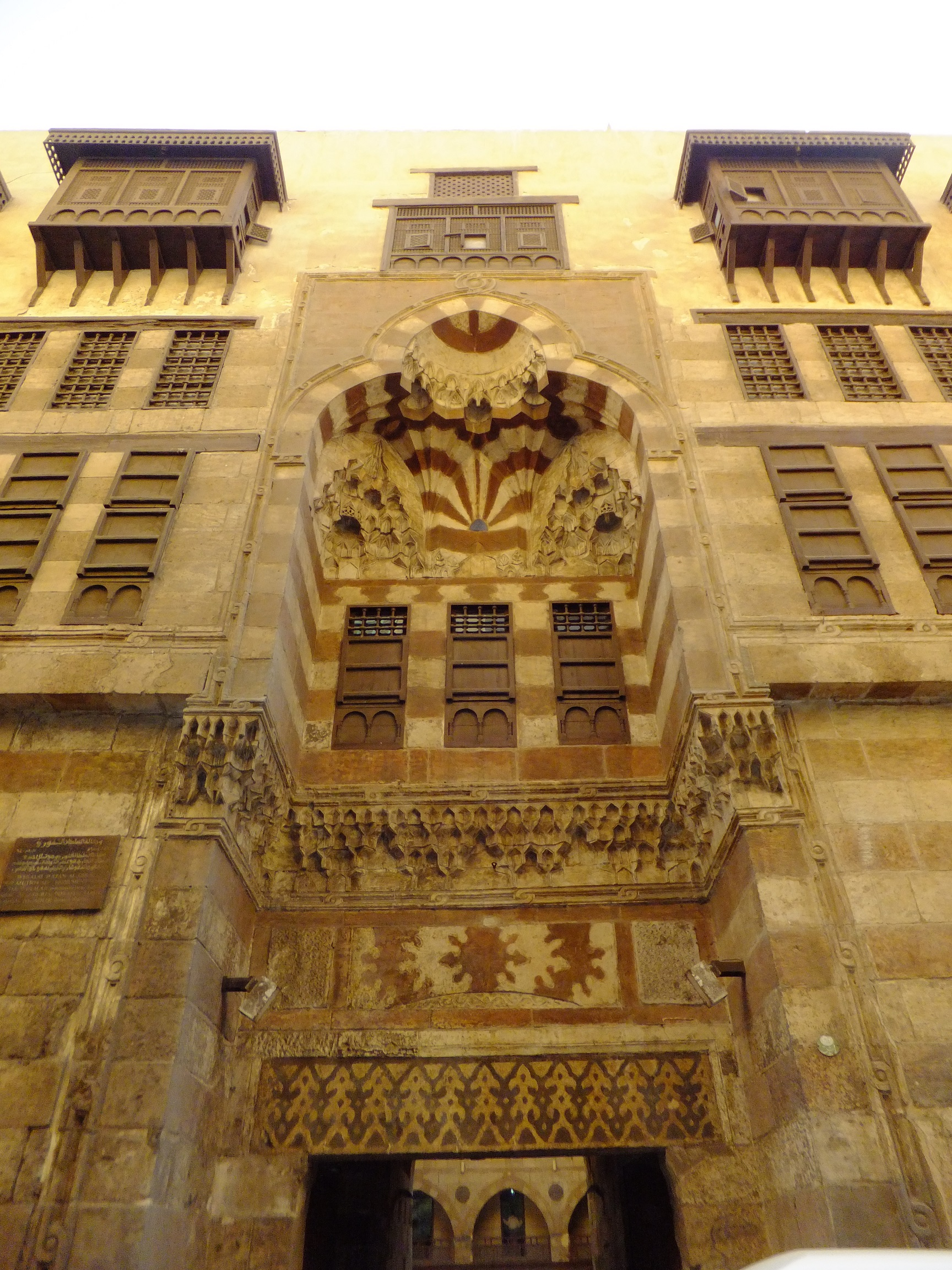